# Əliabad (Lerik)
Əliabad è un comune dell'Azerbaigian situato nel distretto di Lerik.